# 1229
1229 (MCCXXIX) var ett normalår som började en måndag i den julianska kalendern.

## Händelser

### November
- 29 november – Erik besegras av Knut Långe i slaget vid Olustra och blir avsatt efter att han har flytt till Danmark. Knut Långe väljs efter avsättningen till kung av Sverige.

### Okänt datum
- Folkungarna, med Knut Långe i spetsen gör uppror mot kung Erik den läspe och halte.
- Erikskrönikan, som går till 1319, inleds detta år.
- Påven, Gregorius IX, utarbetar sju brev som stöd för finska kyrkan. Handelsblockaden mot hedningarna ska förstärkas. Biskopen i Finland får påvens tillåtelse att ta hand om hedningarnas lundar och heliga platser.
- Åbo grundas under namnet Korios.
- Finlands biskopssäte flyttas från Nousis till Korios (Åbo) och biskopen kan nu spela en aktivare roll.
- Byggandet av Åbo domkyrka påbörjas.
- Fredrik II av Tyskland erövrar oblodigt Jerusalem genom ett fördrag med Saladins bror.

## Födda
- Johan I av Holstein, greve av Holstein

## Avlidna
- 17 januari – Albert av Riga, biskop av Livland samt tysk riksfurste.
- 13 mars – Sancha av Portugal, saligförklarad infantinna (prinsessa) av Portugal.
- Blanka av Navarra, regent i Champagne.